# Formación Aurora
La formación Aurora (calizas de Aurora, grupo Aurora) es una formación geológica sedimentaria de calizas del norte de México. Preserva fósiles que datan del periodo Cretácico inferior. Fue nombrada a partir de la mina Aurora en la sierra de Cuchillo Parado cercana al pueblo del mismo nombre por R.H. Burrows en 1910.

## Paleofauna de vertebrados
- Hadrosauridae indet.[2]

## Paleofauna de invertebrados
- Orbitolina texana
- Dicyclina schlumbergeri[3]
- Dictyoconus sp.[3]
- Oxytropidoceras sp.[3]
- Lunatia sp.[3]
- Colomiella recta[3]
- Colomiella mexicana[3]
- Enallaster cf. bravoensis[4]
- Ostrea carinata[4]
- Pithonella ovalis[5]
- Stomiosphera sphaerica[5]
- Calcispherula walnutensis[5]